# Ескадрон гусар летючих
«Ескадрон гусар летючих» (рос. «Эскадрон гусар летучих») — радянський військово-пригодницький та історико-біографічний художній фільм 1980 року. Після виходу на екран фільм став одним з лідерів прокату, його подивилося понад 23 мільйони глядачів.

## Сюжет
Фільм про події Французько-російської війни 1812 року, її вплив на світогляд, життя і творчість гусара і поета, генерал-лейтенанта Дениса Давидова. Перед початком війни Давидов служив підполковником в Охтирському гусарському полку і перебував в авангардних військах генерала І. В. Васильчикова. 21 серпня 1812 року у селі Бородіно, де він виріс і де вже квапливо розбирали батьківський будинок на фортифікаційні укріплення, за п'ять днів до великого бою Денис Васильович і запропонував Кутузову ідею власного партизанського загону, який став зразком мужності та хоробрості в боях з підступним загарбником.

## У ролях
- Андрій Ростоцький — Денис Давидов
- Марина Шиманська — Катрін
- Лідія Кузнецова — Катерина, селянка
- Євген Лебедєв — Кутузов
- Юрій Ричков — хорунжий Попов
- Микола Єременко — князь Болховськой
- Андрій Сьомін — Мітя Бекетов
- Олександр Карін — Бедряга
- Олександр Зимін — Будельок
- Володимир Мащенко — полковник Ейхен
- Іван Краско — полковник Устимович
- Микола Карпов — капітан Тардьє
- Віктор Шуляковський — Можеро
- Володимир Шакало — Яків
- Ігор Кашинцев — Храповицький
- Віктор Шульгін — граф, батько Катрін
- Олексій Панькин — підполковник Паліцин
- Юрій Богданов — Смага, гусар
- Іван Екатериничев — партизан
- Борис Клюєв — французький офіцер
- Юрій Меншагін — французький офіцер
- Федір Одиноков — селянин-партизан
- Володимир Сергієнко — французький офіцер з хворими зубами
- Сергій Ніколаєв — француз
- Ігор Ясулович — француз-кравець
- Марина Яковлєва — панянка в Юхнові
- Георгій Мартиросян — французький офіцер
- Микола Горлов — святий отець

## Знімальна група
- Автор сценарію:  Сергій Єрмолинський
- Режисери-постановники:  Станіслав Ростоцький,  Микита Хубов
- Оператор:  Михайло Якович
- Художник:  Микола Ємельянов
- Композитор:  Олександр Журбін
- Пісні на вірші  Дениса Давидова виконав  Олександр Хочинський